# Izoetarin
Izoetarin je selektivni agonist Beta-2 adrenergičkog receptora koji se koristi kao brzo delujući bronhodilatator za tretman hronične opstruktivne bolesti pluća, bronhitisa i astme.

## Spoljašnje veze
|  | Molimo Vas, obratite pažnju na važno upozorenje u vezi sa temama iz oblasti medicine (zdravlja). |